# Luwajbida Szarkijja
Luwajbida Szarkijja (arab. لويبدة شرقية) – wieś w Syrii, w muhafazie Idlib. W 2004 roku liczyła 172 mieszkańców.